# Harish-Chandra
Harish-Chandra (हरिश्चन्द्र en devanāgarī), né Harish Chandra Mehrotra le 11 octobre 1923 à Kanpur (Uttar Pradesh) en Inde et mort le 16 octobre 1983 à Princeton aux États-Unis, est un mathématicien indien qui effectue des travaux fondamentaux en théorie des représentations, en particulier en analyse harmonique des groupes de Lie semi-simples.

## Biographie
Harish-Chandra Mehrotra est né à Kanpur. Il étudie au B.N.S.D. College à Kanpur et à l'Université d'Allâhâbâd. Il reçoit son master de physique en 1940, et se rend à l'Indian Institute of Science située à Bangalore pour étudier sous la direction de Homi J. Bhabha[réf. nécessaire].
En 1945, il étudie avec Paul Dirac à l'University of Cambridge. Il assiste à Cambridge à certains cours de Wolfgang Pauli. Il deviendra un ami de longue date de ce dernier. Il devint de plus en plus intéressé par les mathématiques au cours de cette période. Il obtient son doctorat, Infinite Irreducible Representations of the Lorentz Group, à Cambridge en 1947 sous la direction de Dirac.
De 1968 jusqu'à sa mort en 1983, il occupe la chaire IBM von Neumann à la School of Mathematics de l’Institute for Advanced Study. Il est membre du National Academy of Sciences et de la Royal Society. Le Harish-Chandra Research Institute (en) à Allâhâbâd, en Inde, est nommé en son honneur.
Il meurt le 16 octobre 1983 d'une crise cardiaque.

## Travaux
Harish-Chandra a effectué des travaux de fondations importants en théorie des représentations et en analyse harmonique des groupes de Lie. Il est, en autres, auteur des concepts suivants : 
- morphisme d'Harish-Chandra (en)
- isomorphisme d'Harish-Chandra
- c-fonction d'Harish-Chandra (en)
- Formule des caractères d'Harish-Chandra (en)
- Théorème de régularité d'Harish-Chandra (en)
- Espace de Schwartz d'Harish-Chandra (en)
- Transformée d'Harish-Chandra (en)
- fonction Ξ d'Harish-Chandra (en)

Il reçoit le prix Cole de l'American Mathematical Society en 1954. Il est lauréat en 1969 de la Colloquium Lectures (AMS) : « Harmonic analysis of semisimple Lie groups ».

## Publications
- Harish-Chandra et J. G. M. Mars, Automorphic forms on semisimple Lie groups, vol. 62, Berlin, New York, Springer-Verlag, coll. « Lecture Notes in Mathematics », 1968 (ISBN 978-3-540-042327, DOI 10.1007/BFb0098434, MR 0232893, S2CID 118891017)
- Harish-Chandra et G. van Dijk, Harmonic analysis on reductive p-adic groups, vol. 162, Berlin, New York, Springer-Verlag, coll. « Lecture Notes in Mathematics », 1970 (ISBN 978-3-540-05189-3, DOI 10.1007/BFb0061269, MR 0414797)
- Harish-Chandra et V. S. Varadarajan, Collected papers. Vol. I. 1944–1954., Berlin, New York, Springer-Verlag, 1984 (ISBN 978-0-387-90782-6, MR 726025, lire en ligne)
- Harish-Chandra et V. S. Varadarajan, Collected papers. Vol. II 1955–1958., Berlin, New York, Springer-Verlag, 1984 (ISBN 978-0-387-90782-6, MR 726025)
- Harish-Chandra et V. S. Varadarajan, Collected papers. Vol. III 1959–1968., Berlin, New York, Springer-Verlag, 1984 (ISBN 978-0-387-90782-6, MR 726025, lire en ligne)
- Harish-Chandra et V. S. Varadarajan, Collected papers. Vol. IV 1970–1983., Berlin, New York, Springer-Verlag, 1984 (ISBN 978-0-387-90782-6, MR 726025, lire en ligne)
- Harish-Chandra, Stephen DeBacker et Paul J. Sally, Admissible invariant distributions on reductive p-adic groups, vol. 16, Providence, R.I., American Mathematical Society, coll. « University Lecture Series », 1999 (ISBN 978-0-8218-2025-4, DOI 10.1090/ulect/016, MR 1702257, lire en ligne)